# Mentuhirkopshef B

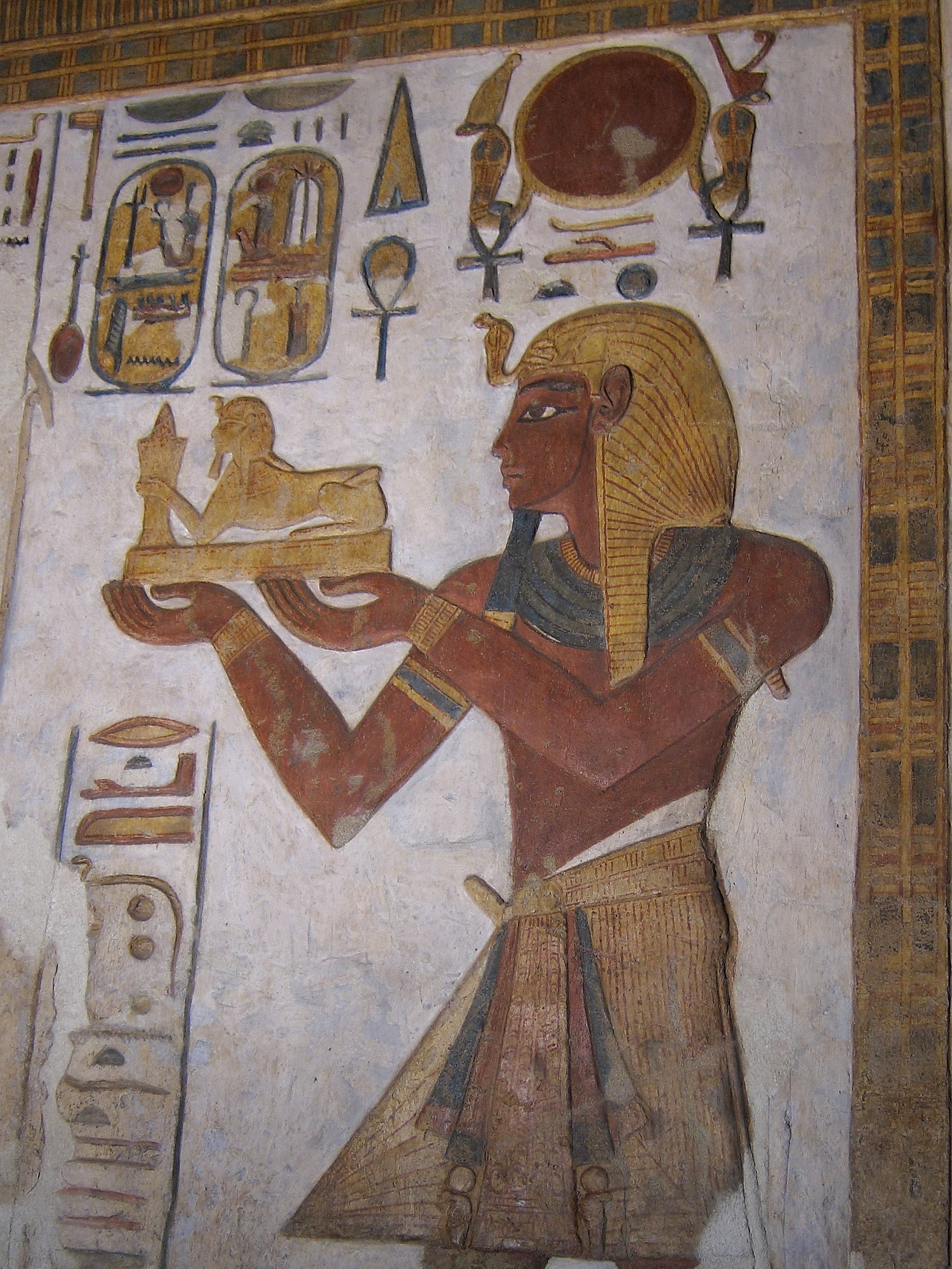
Ramses III., Vater von Mentuhirkopshef B, im Karnak-Tempel

Mentuhirkopshef B (bl. um 1168 – 1130 v. Chr.), auch Montuherkhopsef oder Montuherchepschef genannt, Sohn von Ramses III., war ein altägyptischer Prinz, der in der Zeit des Neuen Reiches lebte, zum Haus der Ramessiden gehörte und aus der 20. Dynastie der ägyptischen Pharaonen stammte. Er ist zu unterscheiden von den gleichnamigen Prinzen Mentuhirkopshef A, der ein Sohn des Pharao Ramses II. aus der 19. Dynastie war und von Mentuhirkopshef C, der ein Sohn von Ramses IX. und damit ein Enkel von Mentuhirkopshef B war. Er selbst kam nie an die Regierung, war jedoch ein Bruder bzw. Halbbruder der Pharaonen Ramses IV., Ramses VI. und Ramses VIII. sowie ein Onkel von Ramses V. Durch seine Ehe wurde er zum näheren Vorfahren der späteren Könige von Ägypten aus der 20. Dynastie:  Ramses IX., Ramses X. und Ramses XI.

## Herkunft

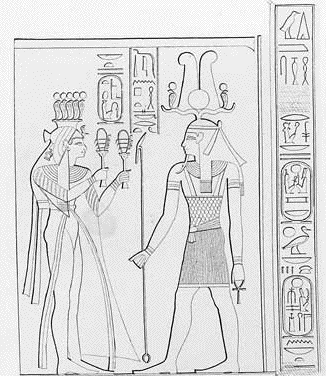
Pharao Ramses III. mit seiner Großen Gemahlin Iset

Mentuhirkopshef B war ein Sohn von Pharao Ramses III. und einer seiner Ehefrauen. Über deren Identität bestehen jedoch verschiedene Ansichten. Nach Dodson und Hilton war sie die zweite Ehefrau von Ramses III., deren Namen jedoch nicht angegeben wird. Nach anderen Ägyptologen handelt es sich bei dieser Ehefrau um Tyti, die von manchen als Schwester von Ramses III. angesehen wird, nach Jehon Grist jedoch eine Tochter von Ramses III. gewesen sein soll. Sie trug den Titel Große königliche Gemahlin, sowie Tochter, Schwester und Mutter des Königs und wurde im Grab QV52 im Tal der Königinnen begraben. Nach anderen Ägyptologen stammte Mentuhirkopshef B hingegen aus der Ehe seines Vaters Ramses III. mit der Großen Königlichen Gemahlin Iset D (Iset Ta-Hemdjert) Zu seinen zahlreichen Geschwistern bzw. Halbgeschwistern zählen u. a. die Pharaonen Ramses IV.,  Ramses VI. und  Ramses VIII. Er war zugleich ein Onkel der Pharaonen Ramses V. und Ramses VII.

## Leben

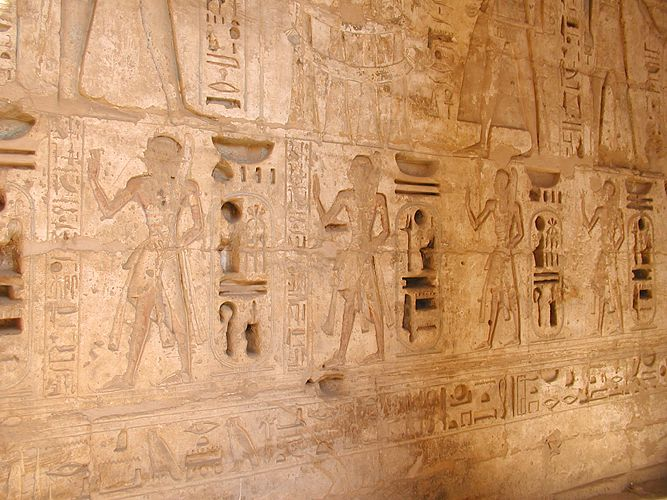
Ausschnitt aus der „Prinzenprozession“ der Söhne von Ramses III. in Medinet Habu – darunter Mentuhirkopshef B

Über das Leben von Mentuhirkopshef B liegen nur wenige konkrete Hinweise vor. Er trug den Titel „Erster (Streit-)Wagenlenker seiner Majestät“. Seine Darstellung findet sich in der so genannten „Prinzenprozession“ in dem im Auftrag seines Vaters Ramses III. in Medinet Habu errichteten, dem Reichsgott Amun geweihten Totentempel, wo Ramses III. seine Söhne ihrem Rang nach abbilden ließ. Eine Überlegung über das Jahr seines Ablebens gründet sich darauf, dass er selbst – anders als seine Brüder und seine Neffen – nie zum Pharao wurde, er daher vermutlich starb, bevor sein Bruder Ramses IV. im Jahre 1164 v. Chr. – im 22. Jahr der Regierung seines Vaters Ramses III. – zum Kronprinzen von Ägypten ernannt wurde.

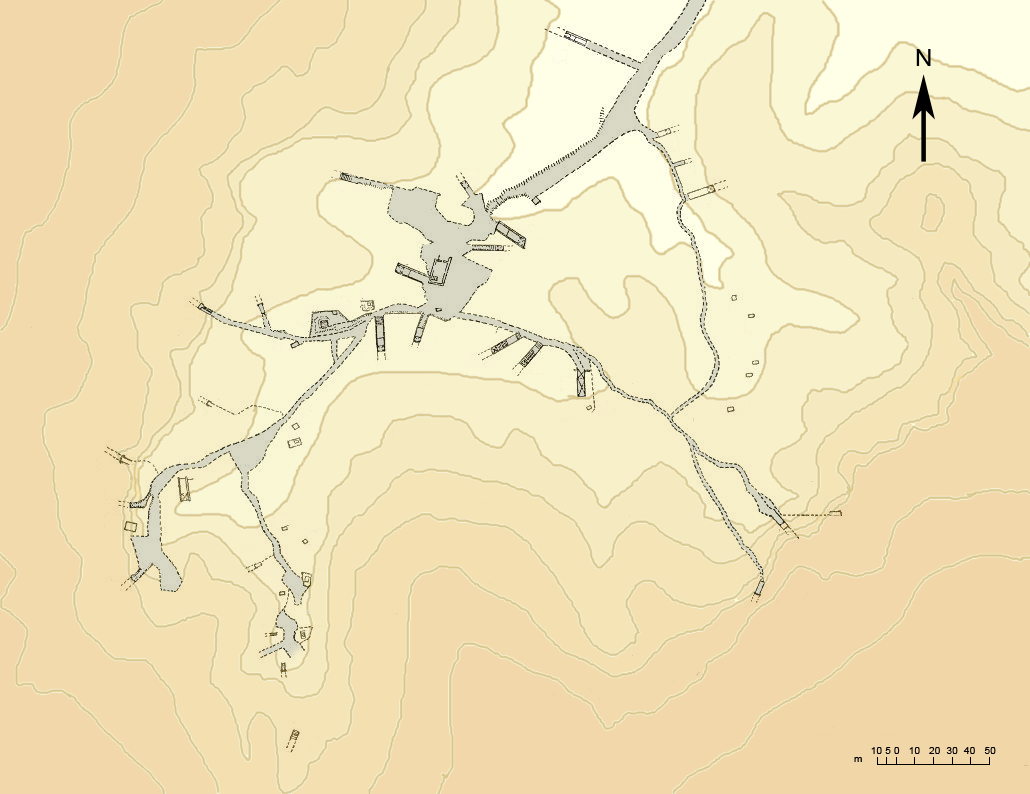
Tal der Könige östlicher Teil. KV13 befindet sich ganz links in der oberen Verzweigung

Es ist wahrscheinlich, dass er mit dem Prinzen Montuherkhepeshef identisch ist, der im selben Jahr im Grab KV13 im Tal der Könige begraben wurde, das ursprünglich während der 19. Dynastie für den Schatzmeister Bay errichtet worden war, der jedoch dort nicht bestattet wurde.

## Ehe und Nachkommen

### Ehe
Mentuhirkopshef war wahrscheinlich mit Takhat B (Tachat) verheiratet, die in ihrer Grabstätte als „Königsmutter“ bezeichnet wird. Es handelt sich dabei um das Grab KV10 im Tal der Könige, das ursprünglich für den Pharao Amenmesse aus der 19. Dynastie errichtet worden war, der jedoch vermutlich dort nicht begraben wurde. In diesem Grab wurde für Takhat B eine Grabkammer hergerichtet und für ihr Begräbnis adaptiert. Allerdings ist nicht ganz auszuschließen, dass es sich dabei um Takhat A, die Mutter des Pharaos Amenmesse handelt.

### Nachkommen
1. Ramses IX. folgte auf seinen Neffen Ramses VIII. als 8. Pharao der 20. Dynastie von 1127 bis 1107 v. Chr. 
  1. Ramses X. folgte auf seinen Vater Ramses IX und regierte als 9. Pharao der 20. Dynastie von 1107 bis 1103
    1. Ramses XI. folgte auf seinen Vater Ramses X, und regierte als 10. – und letzter – Pharao der 20. Dynastie von 1103 – 1073 v. Chr. Über dessen Töchter, Tentamun B, verheiratet mit Nesibanebdjedet, der mit dem Namen Smendes I. als 1. Pharao der 21. Dynastie regierte, und Henttawy Q, verheiratet mit Pinudjem I., König von Oberägypten, besteht eine genealogische Verbindung zur folgenden 21. Dynastie.

  2. Mentuhirkopshef C, Sohn von Ramses IX., begraben im Grab KV19 im Tal der Könige
  3. Nebmaatre, Sohn von Ramses IX. Hohepriester des ägyptischen Sonnengottes Re in Heliopolis.